# Ella Lemhagen
Ella Elisabet Lemhagen, född 29 augusti 1965 i Uppsala, är en svensk filmregissör och manusförfattare.

## Biografi
Lemhagen gick Dramatiska Institutets regilinje 1988–1991 och långfilmsdebuterade 1996 med Drömprinsen – filmen om Em. Hon fick ett större genombrott med Tsatsiki, morsan och polisen 1999. Filmen gav Lemhagen en Guldbagge i kategorin Bästa regi. Hennes filmer har ofta varit riktade till barn och ungdom. Vid Guldbaggegalan 2013 tilldelades Lemhagen Gullspira 2012, för sina insatser inom svensk barn- och ungdomsfilm. År 2015 hade hennes första engelskspråkiga film premiär: All Roads Lead to Rome med Sarah Jessica Parker i huvudrollen. I november 2019 hade hennes senaste film Jag kommer hem igen till jul premiär, med Peter Jöback i huvudrollen. Filmens titel är hämtad från en av Peter Jöbacks mest kända sånger med samma namn. 
Två gånger har hon vunnit Kristallbjörnen vid Filmfestivalen i Berlin, första gången år 2000 för Tsatsiki, morsan och polisen och andra gången 2012 för Kronjuvelerna.

### Familj
Ella Lemhagen är dotter till Ingmar Lemhagen och syster till Moa Li Lemhagen Schalin.

## Filmografi (i urval)
- 1996 – Drömprinsen – filmen om Em
- 1997 – Välkommen till festen
- 1999 – Tsatsiki, morsan och polisen
- 2001 – Om inte
- 2003 – Järnvägshotellet (TV-serie)
- 2003 – Tur & retur
- 2008 – Patrik 1,5
- 2011 – Kronjuvelerna
- 2014 – Pojken med guldbyxorna
- 2015 – All Roads Lead To Rome
- 2019 – Jag kommer hem igen till jul
- 2024 – Så länge hjärtat slår